# Świadki Iławeckie
Świadki Iławeckie – wieś w Polsce położona w województwie warmińsko-mazurskim, w powiecie bartoszyckim, w gminie Górowo Iławeckie. W latach 1975–1998 miejscowość administracyjnie należała do województwa olsztyńskiego.

## Historia
W spisach z 1889 r. Świadki Iławeckie figurują jako majątek ziemski, który wraz z dwoma folwarkami obejmował 465 ha.
W 1983 r. była to wieś, składająca się z dwóch budynków mieszkalnych z 5 mieszkańcami i traktowane były w spisie jako część Żywkowa.
W czerwcu 2013 r. czasopismo „Wprost” podało, że w Świadkach Iławeckich od 1993 r. znajduje się stacja nasłuchowa amerykańskiej Agencji Bezpieczeństwa Narodowego (NSA). W 2018 na polskim portalu państwowym Geoportal.gov.pl baza wojskowa podpisana była jako „Stacja nasłuchowa amerykańskiej Agencji Bezpieczeństwa Narodowego”.
Obecnie w miejscowości brak zabudowy.